# バリチェッラ
バリチェッラ（伊: Baricella）は、イタリア共和国エミリア＝ロマーニャ州ボローニャ県にある、人口約7,100人の基礎自治体（コムーネ）。

## 地理

### 位置・広がり

#### 隣接コムーネ
隣接するコムーネは以下の通り。括弧内のFEはフェラーラ県所属を示す。
- アルジェンタ (FE)
- ブドリオ
- フェッラーラ (FE)
- マラルベルゴ
- ミネルビオ
- モリネッラ
- ポッジョ・レナーティコ (FE)

### 気候分類・地震分類
バリチェッラにおけるイタリアの気候分類 (it) および度日は、zona E, 2172 GGである。
また、イタリアの地震リスク階級 (it) では、zona 3 (sismicità bassa) に分類される。

## 行政

### 分離集落
バリチェッラには、以下の分離集落（フラツィオーネ）がある。
- Boschi, Mondonuovo, Passo Segni, San Gabriele